# بخش کوودورسکی
کوودورسکی (Ковдорский) یکی از شهرستان‌های استان مورمانسک روسیه است.